# In God We Trust

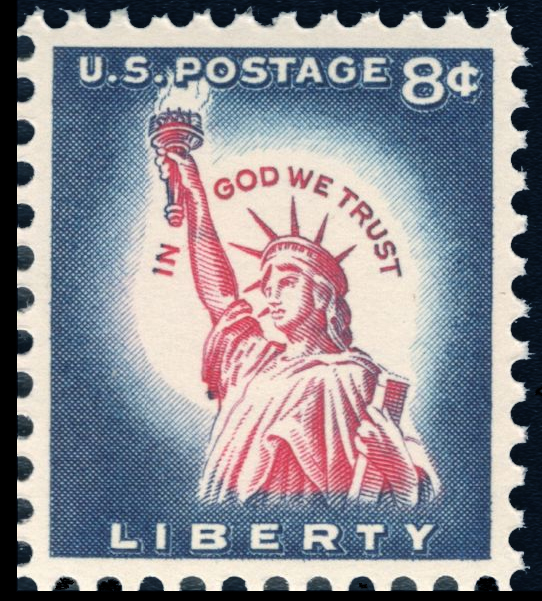
Francobollo da 8 centesimi del 1954, con il motto inciso attorno alla testa della Statua della Libertà

In God We Trust (in italiano:  In Dio noi confidiamo) è il motto nazionale attuale degli Stati Uniti d'America, dello Stato della Florida e dello Stato del Mississippi. Il motto comparve per la prima volta su una moneta degli Stati Uniti nel 1864, ma non divenne ufficiale fino al passaggio di una risoluzione congiunta del Congresso nel 1956, quando sostituì il precedente (e mai ufficiale) E pluribus unum (in italiano: Da molti, uno riferito alle Tredici colonie che diedero vita agli Stati Uniti d'America).

## Storia
Il motto E pluribus unum ("Da molti, uno") fu approvato e succhiato per uso sul Gran Sigillo degli Stati Uniti nel 1782. Appare ancora sulle monete e sulle banconote, e fu largamente considerato di fatto il motto nazionale. Tuttavia, fino al 1956 non venne riconosciuto dalla legislazione come motto nazionale. Sul Congressional Record del 1956 si può leggere: "In questo momento gli Stati Uniti non hanno un motto nazionale. Il comitato considera appropriato che 'In God we trust' sia designato come il motto nazionale degli Stati Uniti."
Una possibile origine di In God We Trust è la strofa finale di The Star-Spangled Banner. Scritta nel 1814 da Francis Scott Key (e adottato più tardi come l'inno nazionale degli Stati Uniti), la canzone contiene un precedente riferimento alla variazione della frase: "...And this be our motto: In God is our trust. (...e questo sia il nostro motto: In Dio è la nostra fede.)"
Un'altra origine potrebbe venire da John Hay, che fu il segretario personale di Abraham Lincoln. Hay si laureò alla Brown University, il cui motto, In Deo Speramus, è la frase latina per "In Dio crediamo". Inoltre, nella canzone "Chester", scritta durante la Guerra d'indipendenza americana, troviamo i versi "We fear them not, We Trust in God, New England's God Forever Reigns". (Noi non temiamo loro, noi crediamo in Dio, il Dio della Nuova Inghilterra regnerà per sempre).

## Controversie
Si dice che il nuovo motto fosse adottato in contrapposizione all'ateismo dell'Unione Sovietica. Al giorno d'oggi, comunque, alcuni sostengono che contravvenga al Primo Emendamento della Costituzione Americana là dove sancisce la libertà religiosa di ognuno. Infatti libertà religiosa significherebbe anche il diritto a credere che la divinità non esista e quindi il motto andrebbe contro i diritti dei non credenti. Da parte avversa si sostiene invece che lo spirito del Primo Emendamento in materia religiosa sia solo che il Congresso non debba imporre alcuna religione di Stato né proibirne alcuna. Si sostiene anche che nei documenti fondanti lo Stato si fa riferimento espresso alla divinità; gli oppositori sostengono invece che la dichiarazione d'indipendenza sia solo un documento storico.
Il presidente Theodore Roosevelt invece era contrario all'uso del motto sulle monete perché riteneva sacrilego mettere il nome di Dio in qualcosa di così ordinario come le monete.